# Llengües itàliques
Les llengües itàliques són un grup centum del grup del nord-oest de les llengües indoeuropees. Està subdivit al seu torn en dues branques més: la sabèl·lica (osc-úmbrica) i la llatinofalisca (on es va originar el llatí, origen al seu torn de totes les llengües romàniques). Hi ha documents escrits d'aquestes llengües que daten del segle vi aC (Inscripció Duenos). El protoitàlic o llengua mare de la família s'hauria parlat al II mil·lenni aC. Aquest idioma hauria pogut descendir d'un idioma més antic, anomenat italo-cèltic, si bé hi ha controvèrsia entre els lingüistes sobre aquesta filiació.
Els idiomes més rellevants d'aquesta branca, a part del llatí, són l'osc (famós per les inscripcions de Pompeia), l'umbre (parlat al nord) i el falisc, una sèrie de llengües sabèl·liques poc documentades del centre d'Italia a més del picè meridional. Algunes d'aquestes llengües, en especial el llatí, presenten una forta influència d'altres llengües parlades a la zona, com ara l'etrusc.
Ja en l'antiguitat, el llatí substituí totes les altres llengües itàliques. En conseqüència, totes les llengües itàliques vives descendeixen del llatí, és a dir, són llengües romàniques. Dit altrament: el grup romànic és la forma viva actual del grup itàlic, que només té sentit invocar des del punt de vista històric.
Una altra llengua també considerada itàlica és el lusità, que alguns també inclouen en les llengües celtes.

## Classificació

### Llengües latinofalisques
- Falisc †
- Sícul †
- Llatí †
  - Llengües romàniques
    - llengües romàniques occidentals
      - llengües iberorromàniques (castellà, portuguès, gallec, asturlleonès, aragonès i mossàrab †)
      - llengües occitanoromàniques (català i occità)
      - llengües gal·loromàniques (francès, llengües d'oïl i arpità)
      - llengües retoromàniques (romanx, ladí, friülés)
      - llengües gal·loitaliques (llombard, piemontès, lígur, emilià-romanyol, vènet, istriot)
      - Sard

    - llengües romàniques orientals
      - llengües italoromàniques (italià, romanec, cors, napolità, sicilià)
      - llengües balcoromàniques (romanès, aromanès, meglenoromanès, istroromanès, dàlmata †)

### Llengües oscoúmbriques
- Grup osc
  - Osc †
  - Marruquí †
  - Vestí †
  - Pelign †
  - Sabí †
- Grup umbre
  - Umbre †
  - Marsi †
  - Eques †
  - Volsc †
  - Hèrnic †
  - Picè †
  - Presamnita †

### Llengua venètica
- Venètic †